# Val d'Ille Classic 2013
La 13e édition de la Val d'Ille Classic a eu lieu le 31 mars 2013 autour de la ville de La Mézière, en Bretagne. Elle fait partie du calendrier UCI Europe Tour 2013 en catégorie 1.1.

## Présentation

### Parcours
Le parcours consiste en huit tours d'un circuit de 19,9 km, suivis de cins tours d'un circuit de 6,5 km, à La Mézière et Vignoc.

### Équipes
Classée en catégorie 1.1 de l'UCI Europe Tour, La Val d'Ille U Classic est par conséquent ouverte aux UCI ProTeams dans la limite de 50 % des équipes participantes, aux équipes continentales professionnelles, aux équipes continentales et aux équipes nationales.
| Nom de l'équipe  | Pays   | Code |
| ---------------- | ------ | ---- |
| AG2R La Mondiale | France | ALM  |
| FDJ              | France | FDJ  |

| Nom de l'équipe         | Pays      | Code |
| ----------------------- | --------- | ---- |
| BigMat-Auber 93         | France    | BIG  |
| Bridgestone Anchor      | Japon     | BGT  |
| Doltcini-Flanders       | Belgique  | DOL  |
| La Pomme Marseille      | France    | LPM  |
| NSP-Ghost               | Allemagne | NSP  |
| Roubaix Lille Métropole | France    | RLM  |

| Nom de l'équipe              | Pays       | Code |
| ---------------------------- | ---------- | ---- |
| Androni Giocattoli-Venezuela | Italie     | AND  |
| Bretagne-Séché Environnement | France     | BSE  |
| Cofidis                      | France     | COF  |
| Colombia                     | Colombie   | COL  |
| Europcar                     | France     | EUC  |
| IAM                          | Suisse     | IAM  |
| Novo Nordisk                 | États-Unis | NOV  |
| RusVelo                      | Russie     | RVL  |
| Sojasun                      | France     | SOJ  |

## Classement final
|    | Coureur             | Équipe                       |    | Temps           |
| -- | ------------------- | ---------------------------- | -- | --------------- |
| 1  | Nacer Bouhanni      | FDJ                          | en | 4 h 37 min 53 s |
| 2  | Bryan Coquard       | Europcar                     | +  | m.t             |
| 3  | Yauheni Hutarovich  | AG2R La Mondiale             |    | m.t             |
| 4  | Benjamin Giraud     | La Pomme Marseille           |    | m.t             |
| 5  | Clément Koretzky    | Bretagne-Séché Environnement |    | m.t             |
| 6  | Justin Jules        | La Pomme Marseille           |    | m.t             |
| 7  | Pirmin Lang         | IAM                          |    | m.t             |
| 8  | Laurent Pichon      | FDJ                          |    | m.t             |
| 9  | Maxime Le Montagner | Roubaix Lille Métropole      |    | m.t             |
| 10 | Erwann Corbel       | Bretagne-Séché Environnement |    | m.t             |